# Fissidens alomoides
Fissidens alomoides är en bladmossart som beskrevs av C. Müller och Per Karl Hjalmar Dusén 1895. Fissidens alomoides ingår i släktet fickmossor, och familjen Fissidentaceae. Inga underarter finns listade i Catalogue of Life.